# 小沢修司
小沢 修司（おざわ しゅうじ、1952年 -）は、日本の経済学者。専攻分野は福祉財政論と生活経済学。
京都大学経済学部卒業、同大学院経済学研究科修了。
2008年度〜2011年度まで京都府立大学公共政策学部長。
日本におけるベーシック・インカム論者の第一人者として知られる。

## 所属学会
- 社会政策学会
- 日本財政学会
- 日本社会福祉学会
- 文化経済学会（日本）
- 基礎経済科学研究所（理事長）

## 著作
- 『経済がみえる 元気がみえる』（法律文化社、1992年）
- 『生活経済学』（単著、文理閣、2000年）
- 『福祉社会と社会保障改革－ベーシック・インカム構想の新地平－』（単著、高菅出版、2002年）
- 『ベーシック・インカム構想と新しい社会政策の可能性』（社会政策学会編『新しい社会政策の構想－20世紀的前提を問う－』、法律文化社、2004年）